# Didi (chanson)
Pour les articles homonymes, voir Dìdi et Didi (homonymie).
Singles de Khaled
Chebba / La Camel
(1988) Ne m'en voulez pas
(1992)
Didi est une chanson du chanteur Khaled, sortie en 1992 en tant que single éponyme de son album Khaled.

## Historique
Le 3 avril 2015, Khaled est condamné pour avoir plagié, avec Didi, une composition musicale de Cheb Rabah enregistrée en 1988,. Le jugement en appel, rendu le 13 mai 2016, estime au contraire que l’œuvre de Khaled est antérieure et donc qu'il n'a pas plagié Cheb Rabah.

## Classements musicaux
| Classement (1992)                      | Meilleure position |
| -------------------------------------- | ------------------ |
| Belgique (Flandre Ultratop 50 Singles) | 50                 |
| France (SNEP)                          | 9                  |
| Grèce (IFPI)                           | 1                  |
| Pays-Bas (Nederlandse Top 40)          | 29                 |
| Suisse (Schweizer Hitparade)           | 30                 |